# QazCovid-in
QazCovid-in — кандидат на вакцину проти COVID-19, який створений на основі інактивованого вірусу SARS-CoV-2, та розроблений у Науково-дослідному інституті з проблем біологічної безпеки Казахстану.

## Розробка
«QazCovid-in» розроблений у Науково-дослідному інституті з проблем біологічної безпеки Казахстану, та створений на основі інактивованого вірусу SARS-CoV-2. Казахстан став першою країною світу, яка планує розробити та випускати відразу 5 видів вакцин проти COVID-19, зокрема заплановано випус ще двох векторних вакцин, та ще по одній субодиничній та ослабленій вакцині. Доклінічне дослідження казахського кандидата у вакцини розпочалось ще у травні 2020 року, за два місяці після виявлення перших випадків хвороби у країні. У вересні 2020 року розпочався безпосередній етап клінічних досліджень кандидата у вакцини. 25 грудня 2020 року розпочалась ІІІ фаза клінічних досліджень «QazCovid-in» на 3 тисячах добровольців, яка завершилась 11 січня 2021 року. 31 грудня 2020 року міністерство охорони здоров'я Казахстану надало тимчасову реєстрацію кандидату у вакцини «QazCovid-in» на 9 місяців. Масове щеплення казахською вакциною планується розпочати у кінці березня — на початку квітня 2021 року, хоча ІІІ фаза клінічних досліджень «QazCovid-in» планується завершити у квітні 2021 року. До початку масового виробництва казахської вакцини в країні з лютого 2021 року буде проходити вакцинація російською вакциною «Спутник V», яка також буде випускатися на фармацевтичному заводі в Караганді. Перевагою казахської вакцини є те, що для її застосування не потрібне глибоке заморожування та дотримання холодового ланцюга, як для «Спутник V» та низки вакцин із США та Західної Європи.

## Критика
За словами професора Науково-практичного центру санітарно-епідеміологічної експертизи та моніторингу Казахстану Аліма Акімбаєва, у показах до застосування «QazCovid-in», як і російських вакцин. відсутні чіткі вікові покази застосування вакцини, адже в одних інструктивних документах вказано, що вона застосовується особам у віці 60 років, а в інших, що особам до 65 років, що спричинює сумніви у правильності та безпечності її застосування. Натомість у міністерстві охорони здоров'я Казахстану повідомили, що вакцинація вакциною «QazCovid-in» буде проводитись особам від 18 до 65 років.